# Анагностис Бизиотас
Анагностис Бизиотас, още Бзиотас или Бизиотис (на гръцки: Αναγνώστης Μπιζιώτας, Μπζιώτας, Μπιζιώτης), е гръцки революционер, участник в Гръцката война за независимост.

## Биография
Анагностис Бизиотас е роден в сервийското македонско село Метаксас. Баща му Стерьос Бизиотас и дядо му са клефти.
При избухването на Гръцкото въстание, участва в действията в Олимп в 1821 година и в Негушкото въстание в 1822 г. Участва в сблъсъците с османците при Катафиги и на други места в Кожанско и Катеринско. Улеснява преминаването на частите на Николаос Касомулис от Сятища към Олимп. Изтегля се в Южна Гърция, където продължава борбата и става генерал. Получава седма степен в армията като хилядник в 1830 година. Молбата му за обезщетение, тъй като той е изгубил цялото си състояние за каузата, не е приета от управляващото правителство на граф Йозеф Людвиг фон Армансперг.